# 亚太裔美国人传统月
亚裔美国人和太平洋岛民傳統月（Asian American and Pacific Islander Heritage Month）是為表彰亞裔美國人和太平洋岛民对美国的贡献而於每年5月在美国举行的主題活動。2009年5月1日，美国总统贝拉克·奥巴马宣佈5月为亚裔美国人和太平洋岛民传统月。

## 背景
1587年，有菲律宾人來到了現今美國的加利福尼亚。1778年，有中国人來到了夏威夷。1788年，有夏威夷原住民來到了現今美國的俄勒冈州。  1806年，有日本人抵达夏威夷。 1884年，有一批朝鮮人抵达美国。1900年代开始，有查莫罗人抵達加利福尼亚和夏威夷。1912年，有越南人來到美國。

## 外部鏈接
- . The Library of Congress.   [2022-05-19]. （原始内容存档于2022-05-27）.
- . Defense Equal Opportunity Management Institute. United States Department of Defense. 2020  [2022-05-19]. （原始内容存档于2021-06-09）.
- . Commemorative Observances. Library of Congress. March 3, 2020  [2022-05-19]. （原始内容存档于2010-10-06）.
- . Telling All Americans' Stories. National Park Service. November 16, 2017  [2022-05-19]. （原始内容存档于2022-05-19）.
- . Public Broadcasting Service (PBS). 2018  [2022-05-19]. （原始内容存档于2022-05-09）.
- Li, Thomas. . APA Heritage Foundation. City and County of San Francisco. 2020  [2022-05-19]. （原始内容存档于2022-05-27）.